# Zimmern unter der Burg
Zimmern unter der Burg là một thị xã nằm ở huyện Zollernalbkreis, thuộc bang Baden-Württemberg, Đức.